# Kathryn Stockett
Kathryn Stockett (ur. 1969 w Jackson) – amerykańska pisarka, znana ze swojej debiutanckiej powieści Służące (wyd. oryg. 2009), zekranizowanej w 2011 pod tym samym tytułem. Studiowała na Uniwersytecie Alabamy. Potem mieszkała w Nowym Jorku i Atlancie. Prywatnie była żoną Keitha Rogersa, ale się rozwiodła. Ma córkę.

## Twórczość
- Służące, 2010 (The Help, 2009)